# Wokingham (district)
Wokingham is een unitary authority en een district in de Engelse regio South East England (ceremonieel graafschap Berkshire) en telt 168.000 inwoners. De oppervlakte bedraagt 179 km².
De gelijknamige stad Wokingham telt circa 30.000 inwoners.

## Demografie
Van de bevolking is 11,9 % ouder dan 65 jaar. De werkloosheid bedraagt 1,5 % van de beroepsbevolking (cijfers volkstelling 2001).
Het aantal inwoners steeg van ongeveer 141.100 in 1991 naar 150.229 in 2001.

## Plaatsen in district Wokingham
- Arborfield
- Hurst

## Civil parishesin district Wokingham
Arborfield and Newland, Barkham, Charvil, Earley, Finchampstead, Remenham, Ruscombe, Shinfield, Sonning, St. Nicholas, Hurst, Swallowfield, Twyford, Wargrave, Winnersh, Wokingham, Wokingham Without, Woodley.